# Stazione di Chester
La stazione di Chester (in inglese Chester railway station) è la principale stazione ferroviaria di Chester, in Inghilterra.